# Kremlin (algemeen)

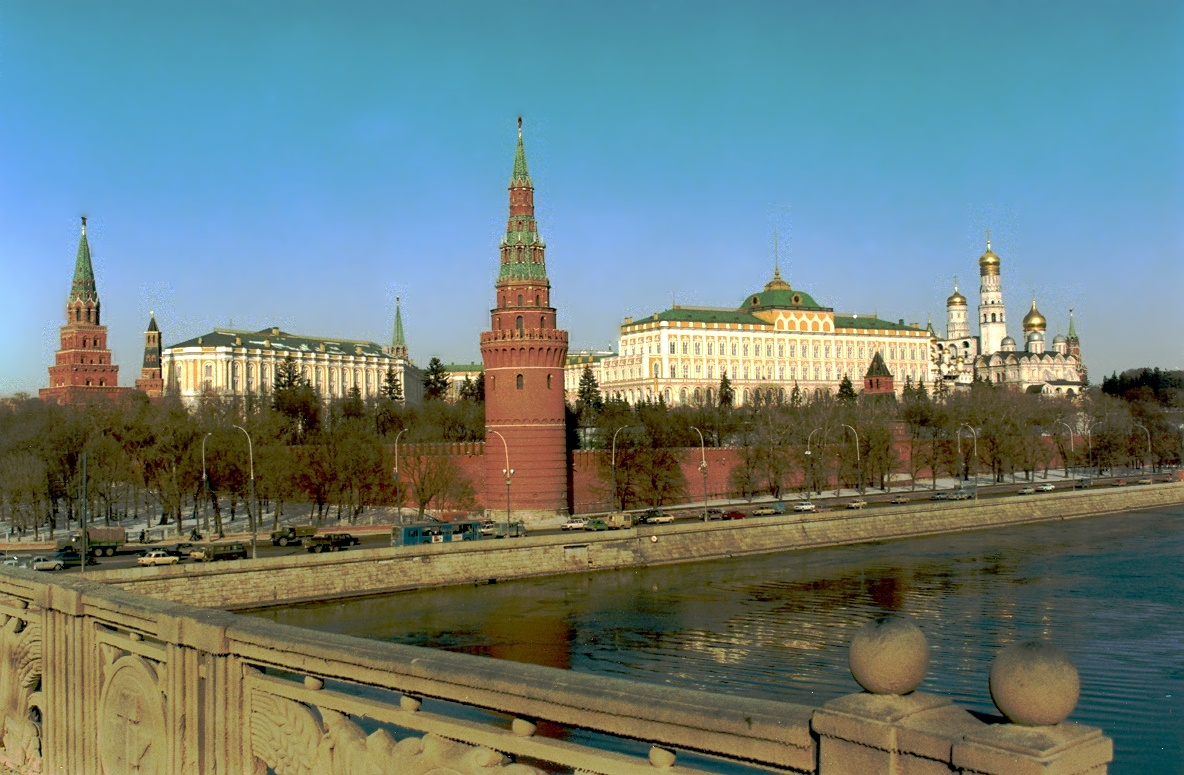
Kremlin, Moskou

Kremlin (Russisch: кремль) is het Russische woord voor versterkte stadskern. Tot de 14e eeuw werd in Russische kronieken de naam detinets (Russisch: детинец) gebruikt. Later werd deze naam vervangen door kremlin, maar hij werd nog wel een tijdlang gebruikt als synoniem voor de woorden grad en gorod. 
De meeste Russische steden hadden nooit stadsmuren; alleen het centrale gedeelte, waar zich de belangrijkste paleizen van de knjazen en religieuze gebouwen bevonden, werd met muren beschermd. Het was bovendien vaak het enige stadsdeel waar gebouwen niet van hout, maar van (bak)steen gebouwd waren. Meestal wordt de benaming gebruikt voor de regeringsgebouwen en kremlinpaleizen en -kathedralen in de hoofdstad Moskou, zie hiervoor Kremlin van Moskou. 
Hieronder volgt een overzicht van steden met een kremlin.

## Lijst van steden met een kremlin

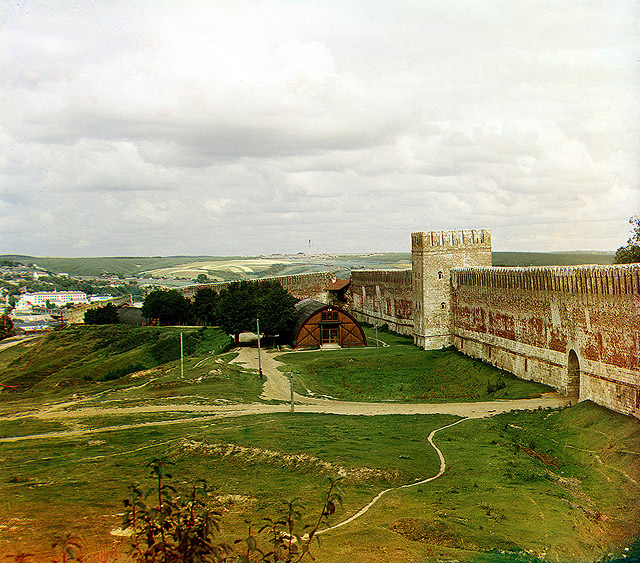
De muur van het Kremlin van Smolensk. Foto uit 1915 door Prokoedin-Gorski.

- Werelderfgoedmonumenten
  - Moskou (Kremlin van Moskou)
  - Novgorod (Kremlin van Novgorod)
  - Kazan (Kremlin van Kazan)

- Andere nog bestaande kremlins
  - Nizjni Novgorod
  - Pskov
  - Rostov (Kremlin van Rostov)
  - Smolensk (Kremlin van Smolensk)
  - Kolomna
  - Astrachan
  - Zarajsk
  - Tobolsk
  - Toela
  - Soezdal

- Alleen als ruïne
  - Gdov
  - Izborsk
  - Porchov
  - Serpoechov
  - Velikieje Loeki

- Niet ommuurd
  - Dmitrov
  - Rjazan
  - Vologda
  - Volokolamsk
  - Jaroslavl

- Slechts resten
  - Borovsk
  - Opotsjka
  - Starodoeb

- Onbekende toestand
  - Ostrov
  - Torzjok